# Slágerek
A 16., Slágerek című Szűcs Judith-nagylemezen egy kivétellel az 1978–1981-es években megjelent lemezekről válogatott dalok újrafeldolgozott változata hallható.

## Az album dalai[1]
1. Ha táncolsz velem (Szűcs Antal Gábor-Várszegi Gábor)
2. Hozd el a holnapot (Ihász Gábor-Várszegi Gábor)
3. Telefon (Delhusa Angel-Réti Ágnes)
4. Száguldás (Delhusa Gjon)
5. Mikor emlékül írtál egy dalt (Szűcs Judith-Szűcs Antal Gábor-Szabó Gábor)
6. Tíz centire a térképen (Delhusa Angel-Schönthal Henrik)
7. Járd el a Zorba dalát (Szűcs Judith-Szűcs Antal Gábor-Várszegi Gábor)
8. Gyere a disco club elé (Papp Gyula-Várszegi Gábor)
9. Eleonóra 904-ből (Schöck Ottó-Várszegi Gábor)
10. Nincs rajtad kívül senki sem (Ihász Gábor-S. Nagy István)
11. Táncolj még (Delhusa Gjon)
12. Túlélem én / I Will Survive (Dino Fekaris-Freddie Perren-Fülöp Csaba)

## Közreműködtek
- Szűcs Judith – ének, vokál
- Závodi Gábor – billentyűs hangszerek, dobprogram
- Szűcs Antal Gábor – gitárok